# Ksenofont Ochrymovyč
Ksenofont Ochrymovyč, cyrilicí Ксенофонт Охримович, polsky Ksenofont Ochrymowycz (3. prosince 1848 Halyč – 4. ledna 1916 Lvov), byl rakouský politik ukrajinské (rusínské) národnosti z Haliče, na konci 19. století poslanec Říšské rady.

## Biografie
Narodil se 3. 12. 1848 ve městě Halyč. Pocházel z rodiny řeckokatolického kněze. Střední školu studoval v Ternopilu a Stanislavově. Co se týče vyššího vzdělání, zdroje se rozcházejí. Některé uvádějí, že Vystudoval filozofii na Lvovské univerzitě. Podle jiných ale absolvoval Vídeňskou univerzitu, kde se naučil dobře německy.
Po jistou dobu pak působil jako suplent na gymnáziu v Drohobyči. Coby pedagog zde působil od roku 1871 do roku 1876 a vyučoval ukrajinský jazyk a zeměpis. Mezi jeho žáky zde byl i pozdější významný ukrajinský spisovatel Ivan Franko. Pak opustil profesi pedagoga a věnoval se veřejné službě a politice. Byl starostou Drohobyče a členem tamního okresního výboru. Později působil i jako místodržitelský účetní rada. Zasedal jako poslanec Haličského zemského sněmu. Zemským poslancem byl ve volebních obdobích 1877–1882, 1883–1889, 1889–1895 a 1895–1901.
Od konce 70. let se podílel na činnosti rusofilských spolků.
Byl poslancem Říšské rady (celostátního parlamentu Předlitavska), kam poprvé usedl ve volbách roku 1885 za kurii venkovských obcí v Haliči, obvod Stryj, Drohobyč atd. Mandát zde obhájil ve volbách roku 1891 i ve volbách roku 1897. Ve volebním období 1885–1891 se uvádí jako Xenophon Ochrymowitz, majitel nemovitostí a předseda pobočky venkovské banky, bytem Drohobyč. Do parlamentu se vrátil ještě ve volbách do Říšské rady roku 1907, konaných poprvé podle všeobecného a rovného volebního práva. Byl zvolen za obvod Halič 58. Rezignoval 6. dubna 1908. Do parlamentu místo něj usedl Vasyl Stefanyk.
Na Říšské radě je po volbách v roce 1885 uváděn coby člen Polského klubu. V roce 1890 je ovšem již řazen do Rusínského klubu. V roce 1891 je řazen mezi rusínské poslance. Po volbách roku 1897 je označován jako umírněný Rusín. Patřil mezi umírněné maloruské poslance, kteří udržovali korektní vztahy s Poláky. Kvůli polarizaci polsko-rusínských vztahů už ve volbách roku 1901 nekandidoval a z politiky odešel. Při krátkém návratu do Říšské rady v roce 1907 je řazen mezi členy Ukrajinské strany.
Po odchodu z parlamentu přijal funkci správce školního knižního skladu při lvovském místodržitelství. Zemřel 4. 1. 1916 po dlouhé a bolestivé nemoci.